# علي محمد أحمد المعمري
علي محمد أحمد نصر المعمري برلماني يمني، عضو في مجلس النواب، عن الدورة البرلمانية 2003-2009 والكتلة البرلمانية للمستقلين عن الدائرة الانتخابية رقم (63) بمحافظة تعز  .و في 8 يناير 2016 أصدر الرئيس عبد ربه منصور هادي القرار الجمهوري رقم (61) للعام 2016م بتعيين علي محمد احمد المعمري محافظاً لمحافظة تعز.

## فترة المجلس
باتفاق عرف بأسم «إتفاق فبراير» تمددت فترة المجلس لمدة عامين، وبقيام ثورة الشباب اليمنية لم تُجرَ الانتخابات، وبحسب إتفاق المبادرة الخليجية تمددت لمدة عامين آخرين حتى 2013 .